# Bernard Hill
Bernard Hill (17. prosince 1944 Manchester – 5. května 2024) byl anglický herec. Studoval Polytechnic School of Drama v Manchesteru. Hrál ve dvou ze tří nejúspěšnějších filmů všech dob: Titanic a Pán prstenů: Návrat krále. Pro film Pán prstenů: Dvě věže, kde přišel ke své nejvýznamnější roli Théodena, krále Rohanu, dělal původně konkurz na Gandalfa. Nakonec tuto roli dostal Ian McKellen.

## Filmografie
- 1976 Já, Claudius (seriál)
- 1978 Námořníkův návrat
- 1978 Příživníci
- 1982 Gándhí
- 1983 Richard III.
- 1983 Útěky z dětství
- 1984 Antigone
- 1984 Bounty
- 1986 Milwr Bychan
- 1988 Topení po číslech
- 1989 Shirley Valentinová
- 1990 Měsíční hory
- 1992 Heslo: Dvojité X
- 1993 Ovčák na skále
- 1994 Skallagrigg
- 1996 Lovci lvů
- 1996 Žabákova dobrodružství
- 1997 Mlýn na červené řece
- 1997 Titanic – Edward J. Smith
- 1999 Pravda zabíjí
- 1999 Sen noci svatojánské
- 1999 Ztráta sexuální nevinnosti
- 2000 Eisenstein
- 2000 Skvělý časy v podsvětí
- 2002 Král Škorpion – Philos
- 2002 Pán prstenů: Dvě věže – Théoden
- 2003 Gothika
- 2003 Hoši z County Clare
- 2003 Pán prstenů: Návrat krále – Théoden
- 2004 Wimbledon – Edward Colt
- 2005 Zkáza spolku gentlemanů
- 2006 Dvojí nepřítel
- 2007 Pět dní
- 2007 Po(d)vedená charita
- 2008 Franklyn
- 2008 Valkýra
- 2010 Kid
- 2012 Falcón (seriál)
- 2012 Norman a duchové